# Aldán

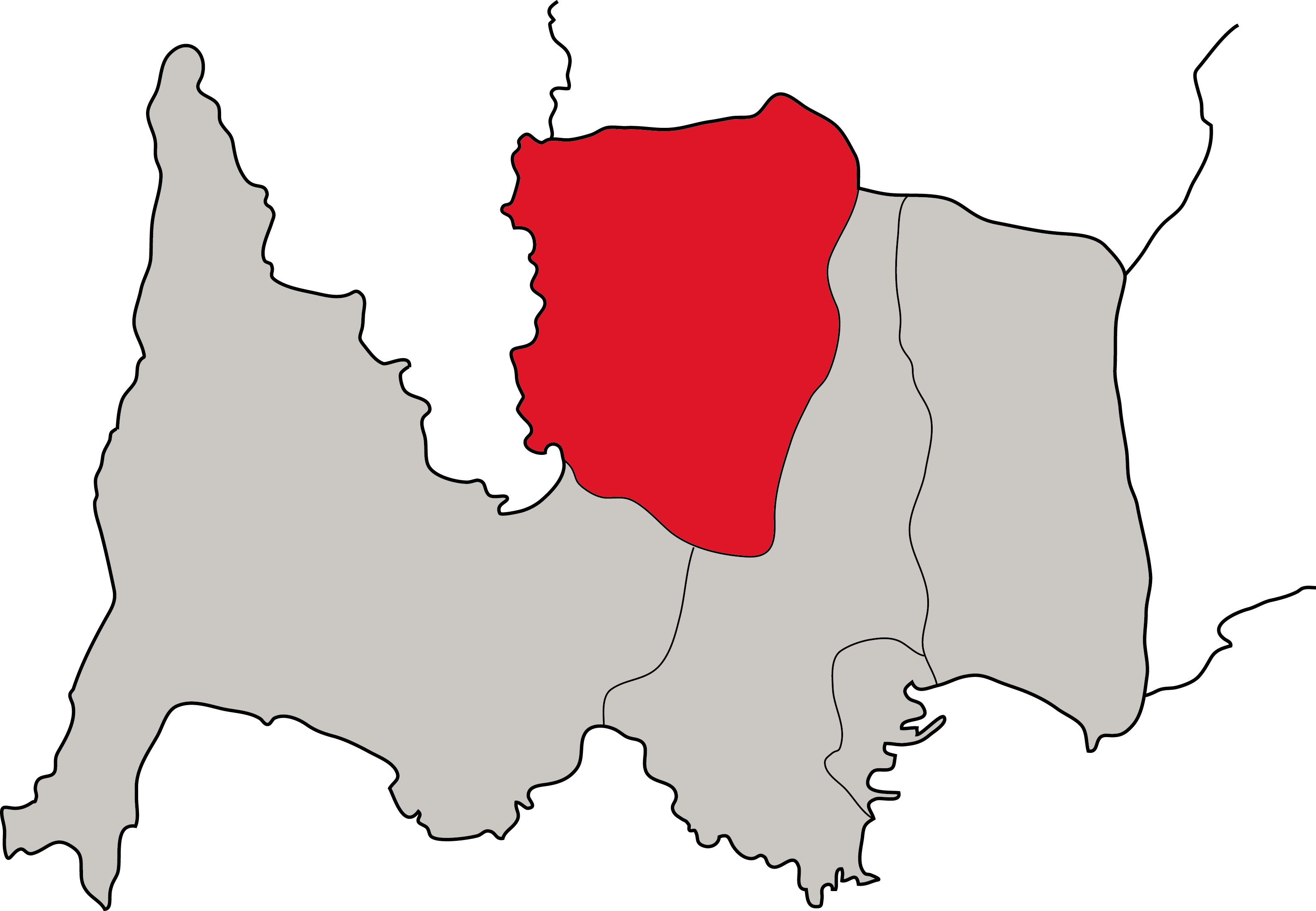
Situació d'Aldán dins del municipi de Cangas

San Cibrán de Aldán és una parròquia del municipi gallec de Cangas, a la província de Pontevedra. Limita al nord amb la parròquia de Beluso, pertanyent al municipi de Bueu, a l'est amb Darbo, al sud amb O Hío i a l'oest amb la ria d'Aldán, a la qual dona nom.
És un poble mariner amb un port i activitat pesquera de llarga tradició. Aquesta ha sigut al llarg de la seva història la seva principal activitat econòmica, complementada actualment per l'activitat hostalera i turística, amb les seves platges i clima excepcional.
Tenia l'any 2013 una població de 2.533 habitants agrupats en 6 entitats de població: Erbello, A Espiñeira, Gandón, Menduíña, Piñeiro i San Cibrán.
Cal destacar en esports els èxits obtinguts pel club de piragüisme Club de Mar Ría de Aldán, del qual han sortit campions del món i olímpics com David Cal, Teresa Portela i Carlos Pérez Rial.